# Betty Bone
 (juin 2020).
Si vous disposez d'ouvrages ou d'articles de référence ou si vous connaissez des sites web de qualité traitant du thème abordé ici, merci de compléter l'article en donnant les références utiles à sa vérifiabilité et en les liant à la section « Notes et références ».
Betty Bone, née le 15 septembre 1977, est une autrice de littérature jeunesse, illustratrice et réalisatrice française.

## Biographie
Diplômée en 2002 de l'École supérieure des arts décoratifs de Strasbourg, Betty Bone a publié dans diverses maisons d'édition, comme les Éditions du Rouergue, les Éditions Thierry Magnier, les Éditions courtes et longues, ou encore le Père Castor. Elle réalise aussi des courts métrages d'animation, et collabore régulièrement avec la presse (Télérama, XXI…) Elle vit et travaille à Paris.

## Publications

### En tant qu'autrice-illustratrice
- 2004 : Un singe bien attrapé, Flammarion-Père Castor
- 2005 : Dudu, Éditions Thierry Magnier
- 2005 : Balade, Éditions du Sorbier
- 2005 : La nuit, Éditions du Rouergue
- 2008 : Dudu Coco et Nana, Éditions Thierry Magnier
- 2010 : L'Heure du facteur, Éditions du Rouergue
- 2010 : De haut en bas, Éditions Thierry Magnier
- 2011 : La Madeleine de Proust, Éditions courtes et longues
- 2012 : Quatre saisons, Éditions courtes et longues
- 2013 : Devinez quoi !, Éditions courtes et longues & Musée des Confluences
- 2016 : ExtraVaGant, Éditions Courtes et longues
- 2017 : Jardinez ! Un livre à lire avec le nez, Éditions de la Réunion des musées nationaux - Grand palais
- 2019 : Ronds ronds, Éditions courtes et longues

### En tant qu'illustratrice
- 2003 : Comment ses amis délivrèrent la gazelle, texte de Bertrand Solet, Flammarion - Père Castor
- 2005 : Le Corbusier, l'œil et le mot, avec Antoine Vigne, Mango
- 2008 : Presque pareils, avec Virginie Aladjidi et C. Pelissier, Éditions Thierry Magnier
- 2011 : Bec-en-l'Air, avec Martine Laffon, Éditions Thierry Magnier
- 2014 : Camping, avec Sébastien Joanniez, Sarbacane
- 2016 : Vivants, avec Thierry Lenain, Sarbacane
- 2017 : Ta race ! : moi et les autres, avec Marie Desplechin ; avec la collaboration d'Évelyne Heyer et Carole Reynaud-Paligot, Éditions courtes et longues
- 2017 : La vie bien dérangée de Monsieur Watanabe, avec Delphine Roux, Éditions Picquier
- 2018 : Néandertal et moi, avec Jérôme Coignard et Antoine Balzeau, Éditions courtes et longues
- 2023 : Monsieur Denis, avec Camille Hermand, éditions Courtes et Longues

### En tant qu'autrice
- 2024 : L'arbre, avec Fanette Mellier, éditions Quintal

### Collectif
- 2005 : Je dessine comme un grand : Les Formes, Flammarion-Père Castor
- 2006 : Je dessine comme un grand : La Nature, Flammarion-Père Castor

## Filmographie
- Dudu, 2006
- La nuit, 2006
- Balade, 2006
- Chez moi, 2009
- Homemade, 2009
- Qui est vivant, qui est mort, 2013